# Veni, vidi, vici (chanson)
 (mars 2011).
Si vous disposez d'ouvrages ou d'articles de référence ou si vous connaissez des sites web de qualité traitant du thème abordé ici, merci de compléter l'article en donnant les références utiles à sa vérifiabilité et en les liant à la section « Notes et références ».
Pour les articles homonymes, voir Veni, vidi, vici (homonymie).
Veni, vidi, vici est le deuxième single du quatrième album studio de La Fouine, La Fouine vs Laouni. Il a été produit par DJ E-Rise. La chanson fait partie de la 1re partie, Côté La Fouine : Fouiny Baby.
la chanson se classe au top 50 singles entre n°33 et à la meilleure position n°24

## Clip
Le clip a été tourné aux Antilles, en Martinique par Mazava prod.
le clip dépasse 20 millions de vues sur la chaîne vevo de l'artiste.